# Loriculus pusillus
El lorículo de Java o lorículo javanés (Loriculus pusillus) es una especie de ave psittaciforme de la familia Psittaculidae endémica de Indonesia.

## Distribución y hábitat
Su hábitat son las tierras bajas, pantanos y bosques de montaña de las islas indonesas de Java y Bali. Está amenazado por pérdida de hábitat.